# Contea di Franklin (Florida)
La contea di Franklin (in inglese Franklin County) è una contea della Florida. Il suo capoluogo amministrativo è Apalachicola.

## Geografia fisica
La contea si trova nella zona occidentale dello Stato e si affaccia a sud sul Golfo del Messico. La contea ha un'area di 2,687 km² di cui il 47,53% è coperta d'acqua. Il confine estremo ad est è segnato dal fiume Ochlockonee.
La contea di Franklin è conosciuta come la Forgotten Coast (“costa dimenticata”) per le sue 53 miglia di costa incontaminata e le numerose aree protette. Le isole St. Vincent, Cape St. George, St. George e Dog Island proteggono la costa, offrendo attività ricreative all’aperto.

### Contee confinanti
- Contea di Liberty - nord
- Contea di Wakulla - nord-est
- Contea di Gulf - ovest

## Storia
La contea di Franklin fu creata nel 1832 da parte della contea di Escambia e fu chiamata così in onore di Benjamin Franklin, uno dei padri fondatori degli Stati Uniti, scienziato ed autore.

## Politica
| Anno | Repubblicani | Democratici | Altri |
| ---- | ------------ | ----------- | ----- |
| 2004 | 58,5%        | 40,5%       | 1,0%  |
| 2000 | 52,8%        | 44,1%       | 3,1%  |
| 1996 | 34,2%        | 45,9%       | 19,9% |
| 1992 | 38,0%        | 35,0%       | 27,0% |
| 1988 | 58,5%        | 39,2%       | 2,3%  |

## Centri abitati[4]
- Apalachicola (capoluogo) - city
- Carrabelle - city
- Eastpoint - cdp
- St. George Island - cdp